# Ronnie Ekelund
Ronnie Michael Ekelund (21 de agosto de 1972) é um treinador e ex-futebolista profissional dinamarquês que atuava como atacante.

## Carreira
Ronnie Ekelund representou a Seleção Dinamarquesa de Futebol nas Olimpíadas de 1992.